# Катексис
Катексис (дав.-гр. κάθεξις — утримання, затримання) — в психоаналізі, своєрідний квант психосексуальної енергії, аналогічний, подібний або тотожний до електричного заряду та спрямований на предмет, ідею чи іншу людину.

## Походження терміна
Давньогрецький термін катексис було обрано Джеймсом Стречі для заміни німецького терміна Besetzung при перекладі завершених творів Зигмунда Фрейда. Сам Фрейд писав про «Besetzung» в одному з ранніх листів до Ернеста Джонса.
Пітер Гей не схвалював використання терміна «катексис», вважаючи його невиправданою езотеричною заміною для Besetzung — «загальновживаного німецького слова, багатого на сугестивні значення, серед яких «окупація» (військами) і «заряд» (електроенергії)».

## Використання
Фрейд вважав, що катексис породжується лібідо, вказуючи, як приклад, на те, що різні мрії мають різні катексичні рівні афекту. Катексис або емоційний заряд може бути як позитивним так і негативним (останній послідовники Фрейда називали мортідо). Групу катексичних ідей Фрейд називав комплексом.
Фрейд часто описував функціонування психосексуальних енергій у квазіфізичних термінах  вважаючи, наприклад, що невиконання бажань лібідо призводить до блокування (катексичних) енергій, які в кінцевому підсумку накопичуються і намагаються вивільнитись іншими способами. Це вивільнення може статися, наприклад, шляхом регресії і «повторного катексування» пережитих психологічних позицій чи фіксацій, або автоеротичної насолоди (в фантазіях) відносно колишніх сексуальних об'єктів, яке має назву «об'єктний-катексис».
Фрейд використовував термін «анти-катексис» або зворотній заряд щоб описати процес, коли его блокує регресивні спроби розрядити катексис: тобто, коли его хоче придушити подібні бажання . Як і пара в паровому двигуні, катексис постійно намагається знайти альтернативні виходи для вивільнення, що можуть призвести до сублімації, формування реакції або появи (іноді зникнення) симптомів.
Морган Скот Пек розділяв любов і катексис, вважаючи катексис початковою фазою любові, а саму любов — зобов'язанням про постійне піклування.
Майкл Балінт, в своїй книзі «Базисний дефект», виділив чотири види лібідіозного катексису:
1. вихідний
2. нарцисизний
3. автоеротичний
4. повторний

## Об'єктні відносини
Фрейд вбачав у ранньому катексисі об'єктів з енергією лібідо центральний аспект розвитку людини. Описуючи вивільнення катексису під час траурного процесу, Фрейд зробив свій основний внесок у створення теорії об'єктних відносин.

## Мислення
Фрейд розглядав мислення як експериментальний процес із залученням мінімальної кількості катексису, «як генерал, що переміщує фігурки по карті».
При мареннях саме у гіпекатексисі (надмірному зарядженні) ідеями, які раніше відкидалися як незвичайні або ексцентричні, він вбачав причину подальших патологій.

## Мистецтво
Ерік Берн припускав, що дитяче мистецтво часто є відображенням інтенсивності катексису, вкладеного в об'єкт, а не його об'єктної форми.

## Критика
Критики стверджують, що цей термін створює потенційно неправдиву нейрофізіологічну аналогію, яка може бути застосована до катексису ідей, але, в жодному разі, не до катексису об'єктів.
Подальша неоднозначність у використанні поняття Фрейдом створює контраст між катексисом, як кількісно вимірним навантаженням на лібідо і як якісно вираженим типом афекту («катексис туги»).